# Plzeň-Slovany (železniční zastávka)
Plzeň-Slovany je železniční zastávka na Slovanech, části města Plzně, vybudovaná v rámci modernizace trati z hlavního nádraží do Plzně-Koterova. Zastávka se nachází v km 346,982 trati Plzeň – České Budějovice na koterovském záhlaví stanice Plzeň hlavní nádraží. Provoz zde byl zahájen v dubnu 2022.
V jízdním řádu pro cestující se zastávka objevila v roce 2021 s poznámkou, že bude otevřena ode dne vyhlášení, který však v době jeho vydání ještě nebyl blíže specifikován. V březnu 2022 se objevila oficiální informace, že bude zastávka s jedním nástupištěm otevřena 15. dubna téhož roku. Zastavují zde osobní vlaky jezdící z Plzně do stanice Horažďovice předměstí, posilové osobní vlaky z Kozolup do Blovic a spěšné vlaky z Plzně do Strakonic. Po zprovoznění zastávky přestala stanice Plzeň-Koterov sloužit pro výstup a nástup cestujících.
Drážní úřad zastávku schválil v červnu 2019 s blíže neurčeným datem jejího otevření.

## Popis zastávky
Na zastávce se nacházejí dvě nástupiště o délce 120 metrů a šířce 3 metry, u každé z kolejí jedno, která jsou ve standardní výšce 550 mm nad temenem kolejnice. Na nich jsou zřízeny přístřešky pro cestující a elektronické informační tabule. U každého z nástupišť byla ponechána rezerva 60 metrů pro jejich případné prodloužení. Přístupy na nástupiště jsou řešeny bezbariérově pomocí přístupových chodníků z místní komunikace a lávky nad kolejištěm, která zajišťuje jeho bezpečné překonávání. Nedaleko odtud se nachází zastávka MHD s názvem Nádraží Slovany (dříve Částkova).